# Gare du Grand Tronc (Berlin, NH)
La gare du Grand Tronc est une gare ferroviaire aux États-Unis, située à Berlin dans l'État du New Hampshire. 
Construite par le Chemin de fer Saint-Laurent & Atlantique elle est mise en service en 1853 par la compagnie du Grand Tronc.  
La gare est fermée en 1965.

## Histoire
Le Chemin de fer Saint-Laurent & Atlantique, commença la voie ferrée à Portland (Maine) le 4 juillet 1846. Il a fallu attendre le 22 juillet 1851, pour que la construction permette au premier train d'entrer à Gorham (Maine) avec plus de 91 km de voie ferrée. La construction reprit et entra à Northumberland (aujourd'hui Groveton) le 12 juillet 1852, en passant par la gare de Berlin en cours de route. Pendant ce temps, le St. Lawrence Atlantique construit vers le sud-est de Montréal, et les deux sociétés avaient décidé le 4 août 1851, de se joindre dans la ville d'Island Pond (Vermont). Le premier train régulier entre Montréal et Portland fit son voyage inaugural le 4 avril 1853. Pendant ce temps, l'administration avait négocié l'union des deux chemins de fer entre Portland et Montréal au nom du chemin de fer du Grand Tronc du Canada, dont ils ont accompli à travers un bail de 999 ans en date du 5 août 1853. Ce bail était rétroactif à partir du 1er juillet 1853, environ trois mois après l'achèvement du chemin de fer. Ainsi Berlin, New Hampshire, a pris sa place sur la carte des chemins de fer .

## Patrimoine ferroviaire
L'ancien bâtiment de la gare fermé au service ferroviaire.

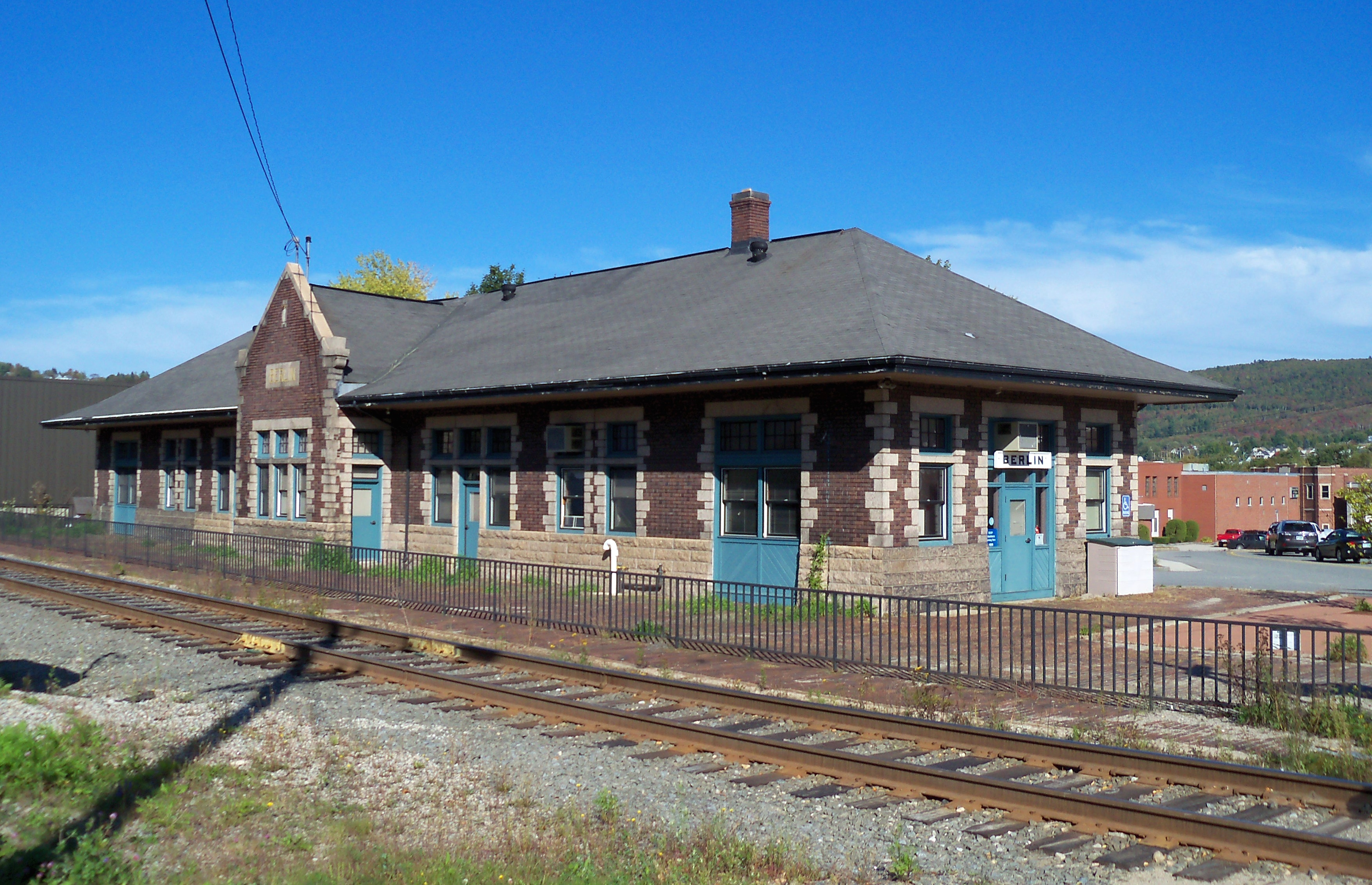
Le bâtiment en 2012.